# Скорпідій скорпіоноподібний
Скорпідій скорпіоноподібний (Scorpidium scorpioides) — вид мохів, що занесений до ЧКУ зі статусом «вразливий». В Україні це реліктовий вид на пд.-сх. межі європейської частини ареалу.

## Загальна біоморфологічна характеристика
Великі блискучі нещільні дернинки від жовто- до коричнево-зеленого кольору. Стебла досягають 10–30 см, прямі або лежачі, прості або розгалужені. Галузки і стебла мають гачкувато зігнуті верхівки. Листки черепитчасті, дуже увігнуті, цілокраї, з коротенькою або подвійною жилкою або без неї. Дводомний вид. Коробочка видовженоциліндрична, похила, до горизонтальної, в сухому стані і без кришечки — дуже зігнута, біля отвору вужча. Спорогони утворюються рідко. Спори з дрібними папілами.

## Ареал виду та екологія
Цей вид має борео-арктичне гірське поширення: Гренландія, Пн. і Центральна Європа, Урал, Азія, Пн. і Пд. Америка. 
В Україні населяє Зх. Полісся і Волинський Лісостеп — Волинська обл., зрідка на болотах в Любомльському, Ратнівському, Камінь-Каширському, Ковельському, Турійському, Луцькому р-нах; Рівненська обл., в Володимирецькому, Млинівському, Здолбунівському р-нах; Львівська обл., в Радехівському, Жовквівському та Сокальському р-нах. Адм. регіони: Вл, Рв, Лв. Часом займає значні площі серед болотних квіткових рослин.
Населяє евтрофні болота, обводнені місця. Зростає зазвичай у воді, з води виступають тільки верхівки стебел.

## Загрози й охорона
Осушення боліт та інші меліоративні роботи є найбільшими загрозами.
Охороняється в Шацькому НПП, Черемському ПЗ (Волинська обл.) та Рівненському ПЗ. Необхідно контролювати стан популяцій, створювати нові природно-заповідні території в місцях зростання виду.